# Nikolaï Diletsky
Nikolaï Pavlovitch Diletsky est un compositeur, musicologue et théoricien musical ukrainien. Il fut le premier, en 1679, à développer cet outil logique qu'est le cycle des quintes, dans son traité musical « Idea grammatikii musikiyskoy ».

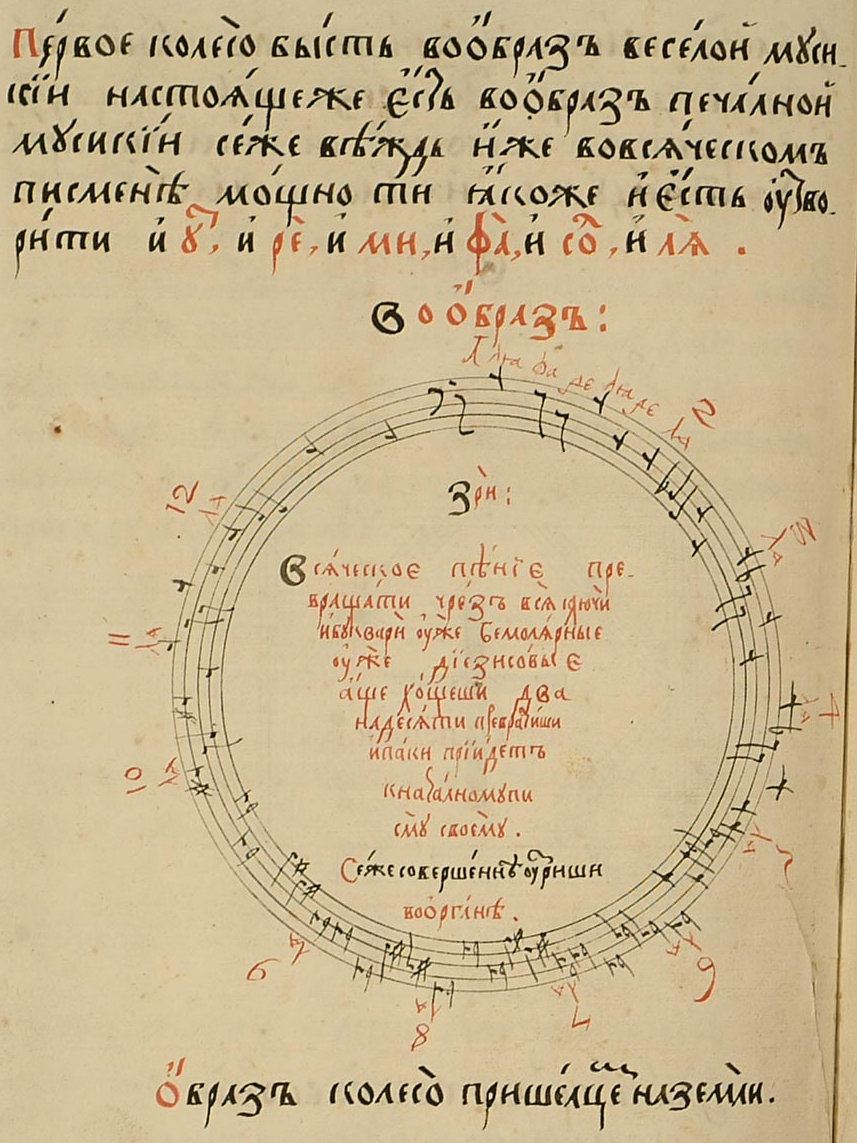
Le cercle des quintes de Nikolay Diletsky en 1679

C’est ensuite Johann David Heinichen, compositeur et théoricien musical allemand, qui donne la forme que l’on connaît aujourd’hui au cycle des quintes, dans son traité de 1728 Der Generalbass in der Composition.